# 川久保水源の森
川久保水源の森（かわくぼすいげんのもり）とは、大阪府高槻市川久保一帯に広がる森林地帯のことで、林野庁が選定する水源の森百選にも選ばれている。

## 概要
川久保水源の森は、神峯山寺、本山寺、ポンポン山、釈迦岳の間に広がる森林で水無瀬川の源流域になっている。また、この森の水は地下を通って、名水百選にも選ばれている離宮の水として湧き出している。
川久保水源の森の広さは約534ヘクタール、森林を構成する主な樹木はスギ・ヒノキ・コナラとなっている。水源の安定的確保や土砂災害の防備のため、水源かん養保安林に指定されており、人工林の割合は69%となっている。

## 交通アクセス
高槻市営バス
- JR高槻駅南口より上成合・川久保・梶原東・寺谷町（美しが丘経由）・別所本町公園方面6番のりば（系統33番：川久保行き乗車、「川久保」で下車。徒歩約30分
- 阪急高槻市駅より上成合・川久保・梶原東・寺谷町（美しが丘経由）・別所本町公園方面6番のりば（系統33番：川久保行き乗車、「川久保」で下車。徒歩約30分

自動車
- 国道170号・171号 八丁畷交差点から、府道79号伏見柳谷高槻線を経る。

## その他
- 1959年（昭和34年）　水源かん養保安林に指定。
- 1995年（平成7年）　水源の森百選に選定。